# 2013 SR102
2013 SR102 est un objet transneptunien, en résonance 3:7 avec Neptune et une possible planète naine potentielle, ayant un diamètre estimé à environ 250 km.